# Matelea warscewiczii
Matelea warscewiczii är en oleanderväxtart som först beskrevs av Karst., och fick sitt nu gällande namn av R. E. Woodson. Matelea warscewiczii ingår i släktet Matelea och familjen oleanderväxter. Inga underarter finns listade i Catalogue of Life.